# إليانور لي
إليانور لي (بالصينية: 李凱馨؛ بالإنجليزية: Eleanor Lee) هي مغنية وعارضة وممثلة سنغافورية، ولدت في 12 أكتوبر 1999 في تايبيه في تايوان.